# Dendrobium lobatum
Dendrobium lobatum är en orkidéart som först beskrevs av Carl Ludwig von Blume, och fick sitt nu gällande namn av Friedrich Anton Wilhelm Miquel. Dendrobium lobatum ingår i släktet Dendrobium, och familjen orkidéer. Inga underarter finns listade i Catalogue of Life.